# Đa hình (khoa học máy tính)
Trong ngôn ngữ lập trình và lý thuyết kiểu, đa hình (tiếng Anh: polymorphism, từ tiếng Hy Lạp πολύς, polys, "nhiều" và μορφή, morphē, "hình dạng") là việc cung cấp một giao diện cho các thực thể thuộc nhiều kiểu khác nhau. Một kiểu đa hình là kiểu mà những toán tử của nó có thể được áp dụng cho các giá trị của kiểu khác, hoặc các kiểu. Có nhiều loại đa hình cơ bản, gồm: đa hình tùy biến (ad hoc polymorphism), đa hình tham số (parametric polymorphism) và đa hình dẫn xuất (subtyping, hay còn gọi là subtype polymorphism, inclusion polymorphism).